# تشارلز دبليو. كورتيس
تشارلز دبليو. كورتيس (بالإنجليزية: Charles W. Curtis)‏ هو رياضياتي أمريكي، ولد في 13 أكتوبر 1926.